# 小行星19386
小行星19386（19386 Axelcronstedt）是一颗绕太阳运转的小行星，为主小行星带小行星。该小行星于1998年2月19日发现。

## 轨道参数
小行星19386的轨道半长轴为344 858 159 km，2.3052016 UA，离心率为0.172。